# Ryfast
Ryfast ist ein Unterwasser-Tunnelsystem in Norwegen. Es ist Teil der norwegischen Nationalstraße 13 und verläuft unter dem Horgefjord zwischen der Stadt Stavanger und der Gemeinde Strand in Rogaland.
Der Ryfylketunnel ist mit seinen 14,3 km Länge bis zur Vollendung des Rogfast-Projekts der längste Unterwasser-Straßentunnel der Welt – vor dem Eysturoyartunnilin auf den Färöern, der Tōkyō-wan-Aqua-Line, die unter der Bucht von Tokyo, Japan, verläuft (9583 m), und dem Tunnel unter dem Yangtze (8950 m).
Außerdem ist der Ryfylketunnel der derzeit tiefste Straßentunnel der Welt mit 291 muh. Er löste damit 2019 den ebenfalls norwegischen Eiksundtunnel (287 muh.) ab, der diesen Rekord 11 Jahre trug. Voraussichtlich 2025 wird er den Rekord an den nur wenige Kilometer nördlich gelegenen, im Bau befindlichen Boknafjordtunnel (Rogfast-Projekt) abgeben, der mit 392 muh. noch einmal über 100 m tiefer sein wird.
Das Projekt wurde vom norwegischen Parlament am 12. Juni 2012 genehmigt, und der Bau begann im Frühjahr 2013. Die Kosten für Ryfast werden auf 5,22 Milliarden Kronen geschätzt. Das Tunnelsystem ersetzt die Fährstrecke zwischen Stavanger und Tau sowie die Fähre von Oanes nach Lauvvik über den Høgsfjord.
Das Projekt besteht aus drei Unterwassertunneln:
- Der Eiganestunnel ist ein 3700 Meter langer Tunnel, der unterhalb von Stavanger – zwischen den Stadtteilen Våland und Tasta – verläuft. Er besteht aus zwei Röhren mit insgesamt vier Fahrspuren; der Bau begann im Februar 2014.
- Der Hundvåg-Tunnel ist 5.500 Meter lang und verläuft unter dem Byfjord zwischen Stavanger und Hundvåg (mit Anbindung an die kleinere Insel Buøy).
- Der Ryfylke-Tunnel (früher als Solbakktunnel bezeichnet)[5], ist 14.300 Meter lang und verläuft von der Insel Hundvåg bis Tau in der Gemeinde Strand auf der anderen Seite des Fjords. Dies reduziert die Reisezeit zwischen den Bezirken Nordjæren und Ryfylke in Rogaland.

Der Ryfylketunnel, der längste Unterwasserstraßentunnel der Welt, ist nach fast siebenjähriger Bauzeit am 30. Dezember 2019 eröffnet worden. Die beiden anderen Tunnel des Ryfast-Projekts, der Eiganestunnel und der Hundvågtunnel, sollten Anfang Februar 2020 freigegeben werden. Die Eröffnung wurde allerdings verschoben, weil die Abnahme der Sicherheitsvorrichtungen länger dauerte als geplant. Aber auch der dann avisierte Termin Anfang April konnte wegen der COVID-19-Pandemie nicht gehalten werden. Die Eröffnung erfolgte am 22. April 2020 online ohne Publikum vor Ort, indem Minister Knut Arild Hareide ein Band in seinem Büro durchschnitt.